# نورداولتوو
نورداولتوو (انگلیسی: Nurdavletovo) یک شهرک در شهرستان ملئوزوفسکی استان باشقیرستان کشور روسیه است.